# ISO 3166-2:VU
ISO 3166-2:VU – kody ISO 3166-2 dla Vanuatu.
Kody ISO 3166-2 to część standardu ISO 3166 publikowanego przez Międzynarodową Organizację Normalizacyjną. Kody te są przypisywane głównym jednostkom podziału administracyjnego, takim jak np. województwa czy stany, każdego kraju posiadającego kod w standardzie ISO 3166-1.
Aktualnie (2017) dla Vanuatu zdefiniowano kody dla 6 prowincji.
Pierwsza część oznaczenia to kod Vanuatu zgodnie z ISO 3166-1, natomiast druga część oznaczenia znajdująca się po myślniku to trzyliterowy kod jednostki administracyjnej.

## Kody ISO
| Kod ISO | Nazwa jednostki administracyjnej | Rodzaj jednostki administracyjnej |
| ------- | -------------------------------- | --------------------------------- |
| VU-MAP  | Malampa                          | prowincja                         |
| VU-PAM  | Penama                           | prowincja                         |
| VU-SAM  | Sanma                            | prowincja                         |
| VU-SEE  | Shefa                            | prowincja                         |
| VU-TAE  | Tafea                            | prowincja                         |
| VU-TOB  | Torba                            | prowincja                         |